# 九戸政実の乱
九戸政実の乱（くのへまさざねのらん）は天正19年（1591年）、南部氏一族の有力者である九戸政実が、南部家当主の南部信直および奥州仕置を行う豊臣政権に対して起こした反乱である。近年では「九戸政実の決起」などと称することもある。

## 経緯

### 背景
南部氏最盛期を築いた第24代当主の南部晴政が天正10年（1582年）没すると、南部家内は後継者問題で分裂する。それ以前から南部晴政ならび一族内の有力勢力・九戸氏の連衡と、田子（石川）信直を盟主とする北信愛、南長義の連合の南部一族間で対立があった。盟主である三戸南部家当主を継いだ南部晴継が同年13歳で急死すると、九戸家と田子（石川）家の南部宗家後継者争いが本格化する。
田子（石川）信直が九戸実親を退けて半ば強引に三戸南部家当主となり南部氏惣領になったことにより、実親の兄・九戸政実は大いに不満を持ち、南部信直との関係は亀裂状態であった。
南部氏は、三戸南部氏を中心とした八戸氏・九戸氏・櫛引氏・一戸氏・七戸氏ら南部一族による連合である「郡中」による同族連合の状況であったが、天正18年（1590年）7月27日の豊臣秀吉朱印状によって、三戸南部氏の当主信直が南部氏宗家としての地位を公認され、豊臣政権の近世大名として組み込まれ、それ以外の諸勢力はたとえ有力一族であっても独立性は認められず、宗家の「家中」あるいは「家臣」として服属することを求められたことで、九戸氏は反発し信直と激しく対立する。

### 奥州仕置と一揆の勃発
南部信直が兵1000を引き連れ小田原征伐とそれに続く奥州仕置に従軍していた留守中の天正18年（1590年）6月、九戸側は三戸南部側である南盛義を攻撃する。南盛義は討ち死にし、以後南部家中は緊張状態が続いた。
その頃、秀吉の奥州仕置軍は平泉周辺まで進撃し、大崎氏、葛西氏、黒川氏ら小田原に参陣しなかった在地領主の諸城を制圧して検地などを行ったあと、奉行である浅野長政らが郡代、代官を配置して軍勢を引き揚げた。
奥州仕置軍が各々領国へ帰って行った同年10月から陸奥国各地で、奥州仕置に対する不満から葛西大崎一揆、仙北一揆など大規模な一揆が勃発する。
南部信直は和賀・稗貫一揆に兵を出すが稗貫氏の元居城である鳥谷ヶ崎城で一揆勢に包囲されていた浅野長政代官を、南部氏居城の三戸城へ救出するのが精一杯で、積雪により討伐軍が出せなくなった。

### 九戸勢の反乱
情勢が不穏の中で天正19年（1591年）の新年を迎えると、九戸氏は三戸城における正月参賀を拒絶して南部本家への反意を明確にする。
三戸城に配置されていた浅野長政代官が、2月28日上杉景勝重臣で横手盆地西端の大森城に駐在する色部長実に送った手紙には｢逆意を持った侍衆がおり糠部地方が混乱状態にあること、当地の衆が『京儀』を毛嫌いし、豊臣になびく南部信直に反感を抱いていること、仕置軍の加勢が無ければ南部信直は厳しい状態であること｣などを伝えている。
また同日に南部信直から色部長実に送られた手紙にも「逆意を持った者達に手を焼いているが仕置軍が来るのは必定である」という旨を書いている。
同年3月に九戸側の櫛引清長の苫米地城攻撃を皮切りに、ついに九戸政実は5千の兵を動かして挙兵し、九戸側に協力しない周囲の城館を次々に攻め始めた。3月17日付の浅野長政代官から色部長実への手紙には「九戸、櫛引が逆心し油断ならないこと、一揆勢は仕置軍が下向するという噂を聞いて活動を控えている」ということなどが書かれている。
もともと南部氏の精鋭であった九戸勢は強く、三戸南部側も北氏、名久井氏、野田氏、浄法寺氏らの協力を得て防戦につとめたが、南部領内の一揆に乗じて九戸勢が強大化し、更に家中の争いでは勝利しても恩賞はないと考える家臣の日和見もあり、三戸南部側は苦戦する。そしてとうとう自力での九戸政実討伐を諦めて信直は息子・南部利直と重鎮・北信愛を上方に派遣、6月9日には秀吉に謁見して情勢を報告した。

### 奥州再仕置軍の進撃
九戸以外にも、奥州では大規模な一揆が起きていたため、これらの総鎮圧を目的として、秀吉は同年6月20日に号令をかけて、奥州再仕置軍を編成した。
白河口には豊臣秀次を総大将に率いられた3万の兵に徳川家康が加わり、仙北口には上杉景勝、大谷吉継が、津軽方面には前田利家、前田利長が、相馬口には石田三成、佐竹義重、宇都宮国綱が当てられ、伊達政宗、最上義光、小野寺義道、戸沢光盛、秋田実季、津軽為信らにはこれら諸将の指揮下に入るよう指示している。奥州再仕置軍は一揆を平定しながら北進して蒲生氏郷や浅野長政と合流、8月下旬には南部領近くまで進撃した。8月23日、九戸政実配下の小鳥谷摂津守が50名の兵を引き連れて、美濃木沢で仕置軍に奇襲をかけ480人に打撃を与えた。これが緒戦となった。9月1日に九戸勢の前線基地である姉帯、根反城が落ちた。九戸政実は九戸城に籠もり、9月2日には総勢6万の兵が九戸城を包囲し、以降攻防を繰り返した。

### 九戸城の戦い
九戸城は、西側を馬淵川、北側を白鳥川、東側を猫渕川により、三方を河川に囲まれた天然の要害であった。城の正面にあたる南側には蒲生氏郷と堀尾吉晴が、猫淵川を挟んだ東側には浅野長政と井伊直政、白鳥川を挟んだ北側には南部信直と松前慶広、馬淵川を挟んだ西側には津軽為信、秋田実季、小野寺義道、由利十二頭らが布陣した。九戸政実はこれら再仕置軍の包囲攻撃に対し、少数の兵で健闘したが、城兵の半数が討ち取られた。浅野長政が、九戸氏の菩提寺である鳳朝山長興寺の薩天和尚を使者に立て、｢開城すれば残らず助命する｣と九戸政実に城を明け渡すよう説得させた。九戸政実はこれを受け入れて、弟の九戸実親に後を託して9月4日、七戸家国、櫛引清長、久慈直治、円子光種、大里親基、大湯昌次、一戸実富らと、揃って白装束姿に身を変えて、即ち出家姿で再仕置軍に降伏した。
浅野、蒲生、堀尾、井伊の連署で百姓などへ還住令を出して戦後処理を行った後、助命の約束は反故にされる形で、九戸実親以下の城内に居た者は全て二の丸に押し込められ、惨殺され火をかけられた。その光景は三日三晩夜空を焦がしたと言い伝えられている。九戸城の二ノ丸跡からは、当時のものと思われる、斬首された女の人骨などが発掘されている。政実ら主だった首謀者達は集められ、栗原郡三迫（宮城県栗原市）で処刑された。

## 結果
この後、九戸氏の残党への警戒から、秀吉の命によって居残った蒲生氏郷が九戸城と城下町を改修し、南部信直に引き渡した。信直は南部家の本城として三戸城から居を移し、九戸を福岡と改めた。
この乱以後、豊臣政権に対し組織的に反抗する者はなくなり、秀吉の天下統一が完成する。また南部氏はこれをきっかけに蒲生氏との関係を強めており、蒲生氏郷の養女である源秀院（お武の方）が、南部利直に輿入れしている。戦国変わり兜の一つとして有名な「燕尾形兜」は、この時の引き出物として南部氏にもたらされたものである。
また氏郷と浅野長政は信直に本拠地を南方に移すことを勧め、これが盛岡城築城のきっかけとなった。なお九戸政実の実弟の中野康実の子孫が中野氏を称して、八戸氏、北氏と共に南部家中で代々家老を務める「御三家」の一つとして続いた。

## 九戸政実の乱を扱った作品
- 渡辺喜恵子『南部九戸落城』毎日新聞社、1989年8月30日。ISBN 4-620-10394-2。
- 高橋克彦『天を衝く - 秀吉に喧嘩を売った男・九戸政実 上』講談社、2001年10月19日。ISBN 4-06-210881-X。
- 高橋克彦『天を衝く - 秀吉に喧嘩を売った男・九戸政実 下』講談社、2001年10月19日。ISBN 4-06-210882-8。
- 安部龍太郎『冬を待つ城』新潮社、2014年10月20日。ISBN 4-10-378809-7。